# (609) Fulvia
(609) Fulvia ist ein Asteroid des Hauptgürtels, der am 24. September 1906 vom deutschen Astronomen Max Wolf in Heidelberg entdeckt wurde. 
Benannt ist der Asteroid nach Fulvia, der Frau des römischen Politikers und Generals Marcus Antonius.